# Church Avenue (linea IRT Nostrand Avenue)
Church Avenue è una fermata della metropolitana di New York situata sulla linea IRT Nostrand Avenue. Nel 2019 è stata utilizzata da 2 862 033 passeggeri. È servita dalla linea 2 sempre e dalla linea 5 durante i giorni feriali esclusa la notte.

## Storia
La stazione fu aperta il 23 agosto 1920. Venne ristrutturata nel 1997.

## Strutture e impianti
La stazione è sotterranea, ha due banchine laterali e due binari. È posta al di sotto di Nostrand Avenue e non ha un mezzanino, ognuna delle due banchine ospita infatti un gruppo di tornelli con le scale e un ascensore per il piano stradale che portano all'incrocio con Church Avenue.

## Interscambi
La stazione è servita da alcune autolinee gestite da NYCT Bus.
- Fermata autobus